# Notohipsylofodon
Notohipsylofodon (Notohypsilophodon comodorensis) – roślinożerny dinozaur z rodziny hipsylofodonów (Hypsilophodontidae); jego nazwa znaczy "południowy hipsylofodon".
Żył w okresie późnej kredy (ok. 96-92 mln lat temu) na terenach Ameryki Południowej. Długość ciała ok. 1,5 m, wysokość ok. 60 cm, masa ok. 30 kg. Jego szczątki znaleziono w Argentynie (w prowincji Chubut).
Znaleziono różne części szkieletu tego dinozaura. Mógł to być młody osobnik.